# Tennessee Ernie Ford
Tennessee Ernie Ford, właśc. Ernest Jennings Ford (ur. 13 lutego 1919 w Bristolu, zm. 17 października 1991 w Reston) – amerykański piosenkarz country, pop i gospel.

## Wyróżnienia
26 marca 1984 roku Ford został odznaczony amerykańskim Medalem Wolności. Posiada on także trzy gwiazdy na Hollywood Walk of Fame (kategorie: Telewizja, Nagranie, Radio). W 1964 roku jego album Great Gospel Songs wyróżniono nagrodą Grammy.